# Dilnoza Kubayeva
 (mai 2016).
Si vous disposez d'ouvrages ou d'articles de référence ou si vous connaissez des sites web de qualité traitant du thème abordé ici, merci de compléter l'article en donnant les références utiles à sa vérifiabilité et en les liant à la section « Notes et références ».
Dilnoza Kubayeva, née le 22 novembre 1986, est une actrice ouzbèke.

## Filmographie
- 2016 : Baron de Rustam Sadiev
- 2011 : Er Bermoq - Jon Bermoq de Rustam Sadiev
- 2010 : Kechikkan hayot de Ayub Shahobiddinov : Shakhabat